# Kasteelruïne Lichtenberg
Kasteelruïne Lichtenberg is een ruïne van een kasteel gelegen op de Sint-Pietersberg in de Nederlandse gemeente Maastricht. Van de middeleeuwse hoogteburcht is slechts een ruïneuze donjon en een deel van de noordvleugel bewaard gebleven. De kasteelruïne vormt het noordelijk deel van de carrévormige bebouwing rondom de binnenplaats van de grotendeels uit de 18e eeuw daterende Hoeve Lichtenberg. In een deel van de kasteelhoeve was van 1991 tot 2018 het Sint Pieters Museum gevestigd.

## Ligging
Kasteelruïne en Hoeve Lichtenberg zijn gelegen op de oostelijke steilrand van het Sint-Pietersbergplateau in de wijk Maastricht-Zuidwest. Ten noorden ervan bevinden zich het Slavantebos en, iets verderop, de uitspanning Slavante en het dorp Sint Pieter. Aan de zuidzijde ligt de ENCI-groeve. Ten noordwesten van het complex ligt de Sint-Rochuskapel aan de Lichtenbergweg. Aan de oostzijde stroomt de Maas. Vanaf de hoog gelegen donjon, die voor het publiek toegankelijk is, heeft men een weids uitzicht over het Maasdal.
Onder de kasteelruïne bevindt zich een kalksteenwand die geclassificeerd is als Geologisch monument Typelocatie Maastrichtien. In de kalksteen onder de kasteelruïne bevinden zich nog de overgebleven resten van het uitgestrekte gangenstelsel Slavante. Via een putschacht had de hoeve verbinding met dit gangenstelsel.

## Geschiedenis

### Benaming
De oorspronkelijke naam van het kasteel zou "Luchtenborg" zijn geweest, wat "hooggelegen burcht" zou betekenen. Ook de Latijnse naam "Mons Lucis" komt voor, verwijzend naar een (mythisch) lichtbaken langs de Maas. Een nog onwaarschijnlijkere verklaring is dat een roofridder die op Lichtenberg woonde de voorbij reizende kooplieden van hun koopwaar 'verlichtte'.

### Bouwhistorie
Met de bouw van het eerste kasteel is waarschijnlijk begonnen in 1212, tijdens de Luiks-Brabantse oorlogen door de prins-bisschop Hugo II van Pierrepont. Hij gebruikte hiervoor de fundamenten van een in de 10e eeuw gebouwde donjon. Hiermee is de uit vuursteenblokken en kolenzandsteen gemaakte onderbouw van de ruïne wellicht een van de oudste nog zichtbare kasteelrestanten in Nederland. In de 12e en 15e eeuw werd de donjon uitgebreid met twee extra verdiepingen. Het kasteel zelf werd omstreeks 1400 gebouwd en is in de 15e en 16e eeuw meerdere keren uitgebreid.
Bij het beleg van 1673 en dat van 1676, tijdens de Hollandse Oorlog, werd het kasteel verwoest, maar daarna weer hersteld. In 1740 was het kasteel nog bewoond, maar na een brand in 1747 was het geheel in verval geraakt. De brand was mogelijk een gevolg van inkwartiering voor en na de Slag bij Lafelt. Op het kasteelterrein werd daarna een gesloten hoeve gebouwd, waarvan het woonhuis nog bestaat. Het poortgebouw met geknikt schilddak en de hierbij gelegen stallen zijn in 1816 gebouwd.

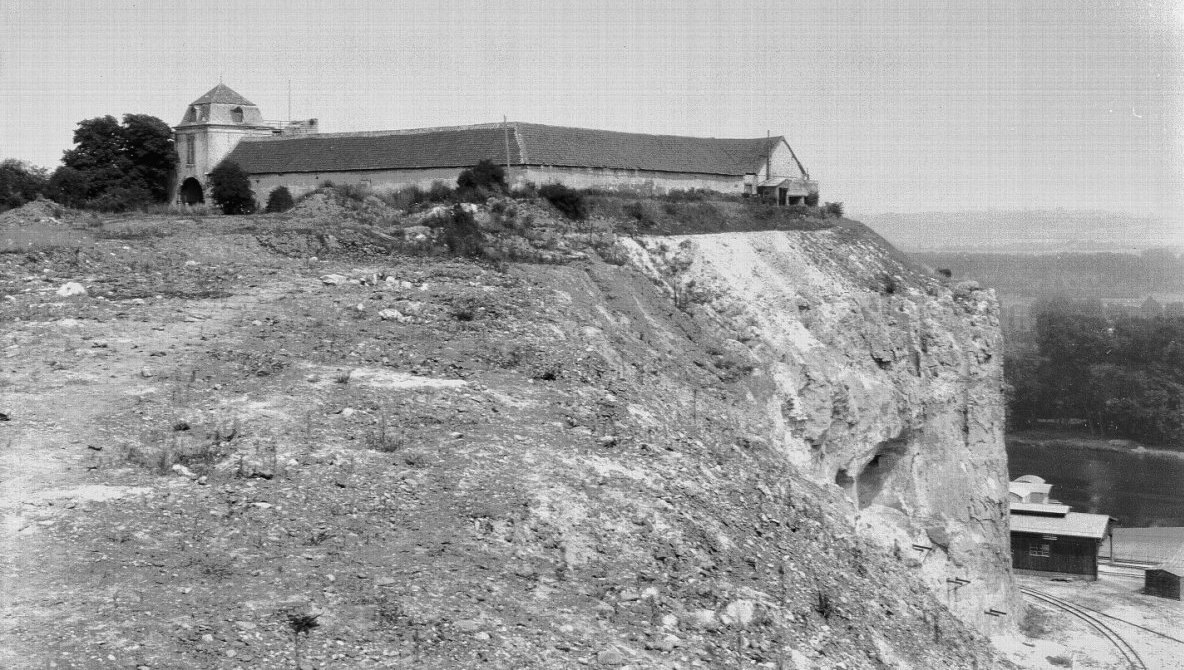
Precaire ligging in 1939

In 1904 werd een ijzeren trap met een houten platform aangebracht in de ruïnetoren en kreeg de toren de functie van uitzichttoren — een belvedère. In 1921 ging het eigendom over naar de "Société Anonyme Fabrique Portland et Briquetterie de Raevels" de latere ENCI (Eerste Nederlandsche Cement Industrie). Door de bouw van de ENCI-fabriek en de steeds verder uitbreidende mergelwinning voor de cementindustrie, dreigde het monument omstreeks 1940 te verdwijnen. Verschillende historici pleitten voor behoud, waarna de cementfabriek besloot om het historische gebouw heen te graven. De hoeve Lichtenberg en de kasteelruïne staan om deze reden geïsoleerd op een kale rotspartij, die als het ware in de ENCI-groeve uitsteekt.
In 1985 werd de ruïne geconsolideerd en de bijgebouwen gerestaureerd.

### Bewoningsgeschiedenis
De oudste vermelding van bewoners dateert uit 1267, toen de familie Lichtenberg het kasteel bewoonde. Mogelijk waren zij tevens de eigenaren van de Poort van Lichtenberg in de Bredestraat in Maastricht, vermeld in 1294. Andere bewoners waren Jan Happart uit Wyck en Rogier Bock (in 1410). De kleindochter van Bock trouwde in 1439 met Johan van Eynatten, heer van Neubourg bij Gulpen. Deze herbouwde het kasteel en breidde het verder uit. Ook bouwde hij in 1455 een kluizenarij bij het kasteel, die later tot observantenklooster werd verheven (zie: Slavante). In 1568 vestigde Alva zijn tijdelijke hoofdkwartier op de Lichtenberg en bij het beleg van 1632 streek de Staatse bevelhebber Pinssen van der Aa er neer. In 1659 kwam het domein in bezit van de familie Von Schaesberg, die tot begin 19e eeuw eigenaar bleef, ook toen het eigenlijke kasteel in 1747 door brand was verwoest. De laatste adellijke bewoners van Lichtenberg waren August Fréderic Antoine Marie, Graaf van Schaesberg (1730–1801) en Isabelle, barones van Cortenbach (1747-1809).
In 1809 verkocht het Franse bestuur (Maastricht was toen onderdeel van het Napoleontische Frankrijk) het geconfisqueerde bezit Lichtenberg aan Christiaan Coenegracht, burgemeester (maire) te Maastricht. Zijn kleindochter Maria Christina Sara Dorothea Coenegracht bewoonde het goed vanaf haar huwelijk in 1862 met Hubertus Theodorus Laurentius Straetmans.
Sinds de restauratie van 1985 wordt een deel van de hoeve door de eigenaar Natuurmonumenten verhuurd als vakantiewoning. In een ander deel was van 1991 tot 2018 het Sint Pieters Museum gevestigd.

## Beschrijving

### Kasteelruïne
Het onderste deel van de torenruïne, bestaande uit kolenzandsteen en vuursteenblokken, dateert mogelijk uit de stichtingsperiode (1212). In de toren is een stalen trap geplaatst, die naar een uitzichtplatform leidt. De aan de donjon vast gebouwde noordvleugel van Limburgse mergel kwam mogelijk in de 15e eeuw tot stand. De rode verkleuring van de mergel herinnert aan de brand van 1747. Het torenrestant is circa 12 m hoog. De muren zijn ongeveer anderhalve meter dik.

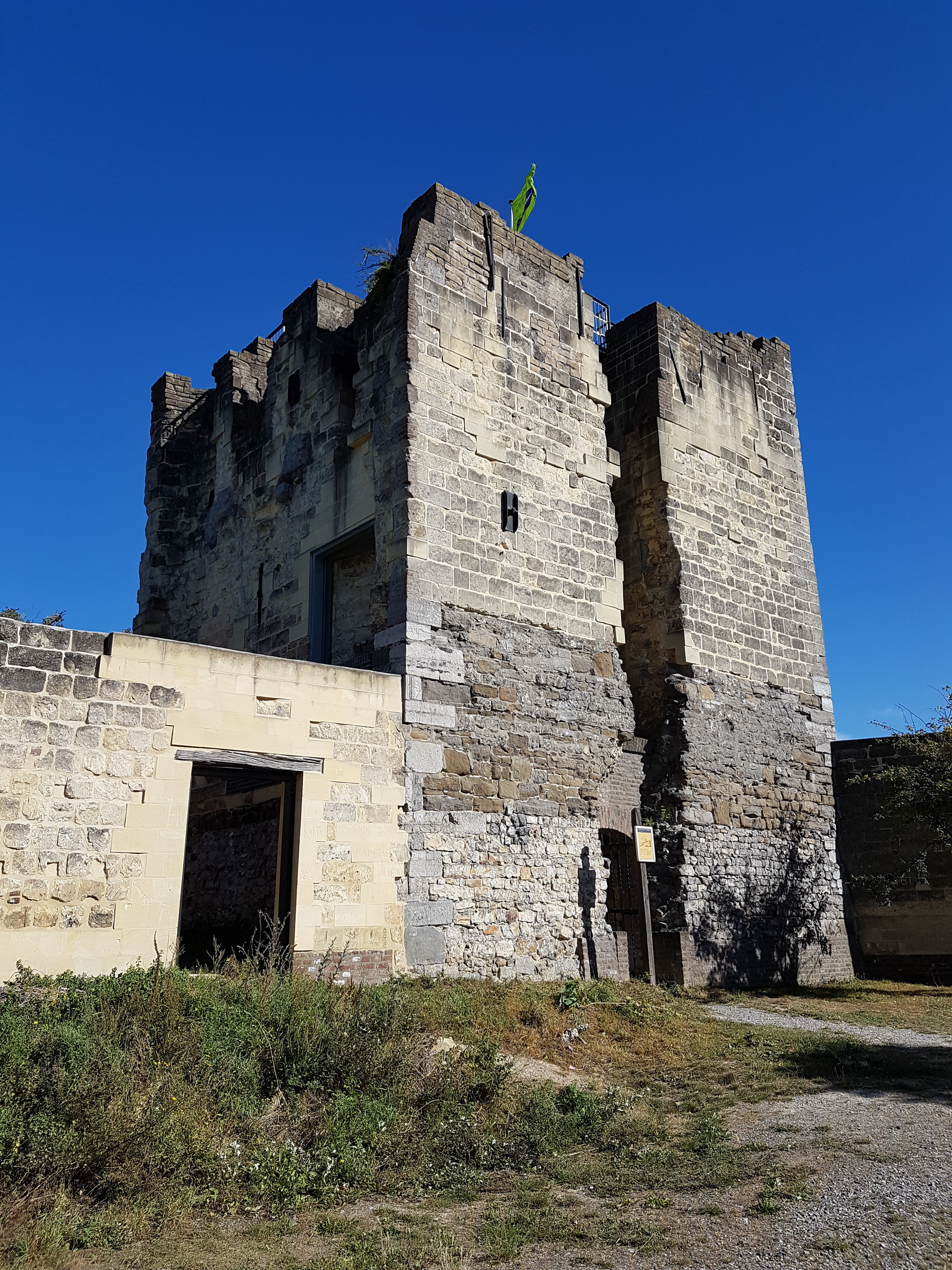
Donjontoren
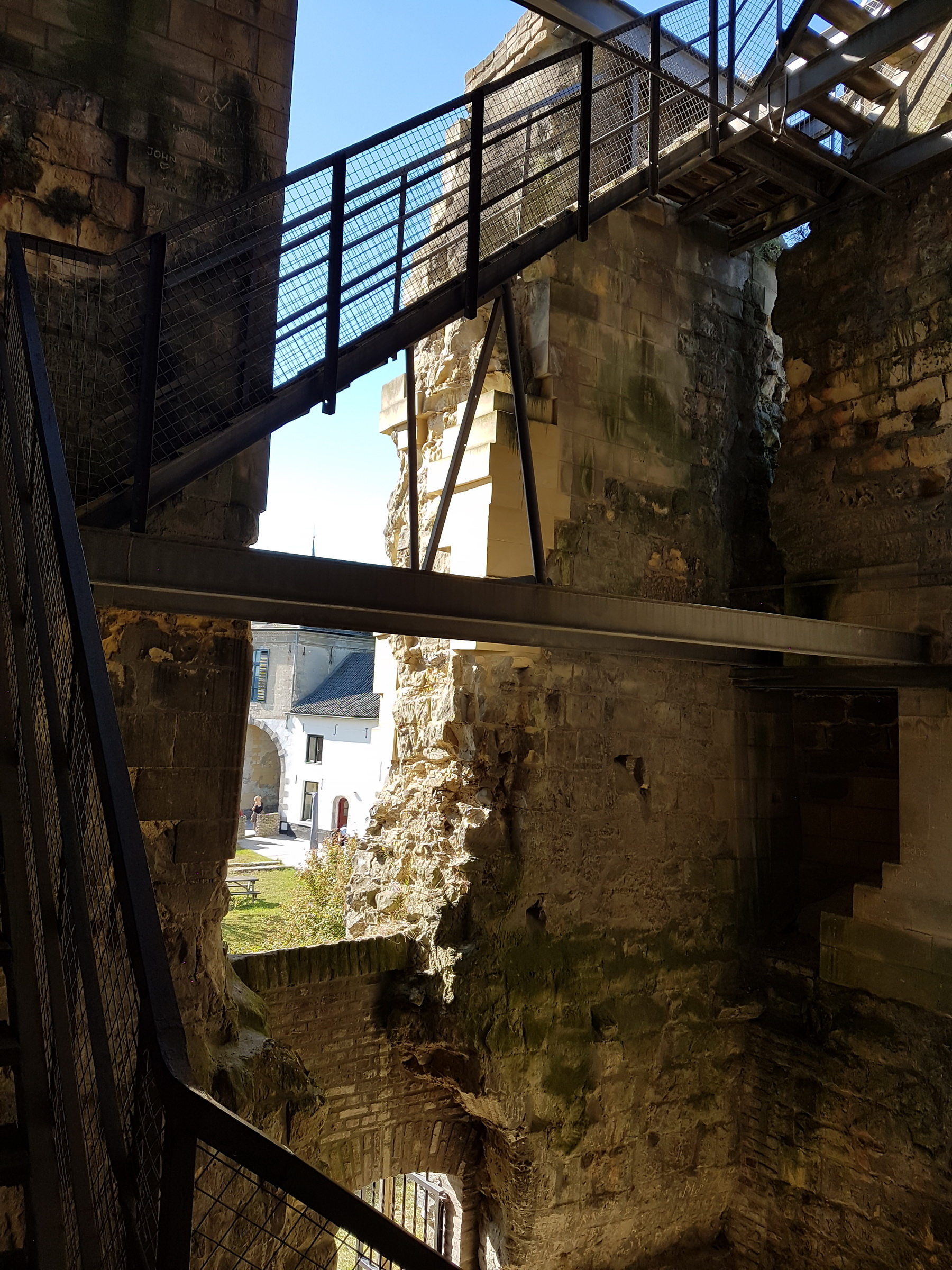
Interieur toren
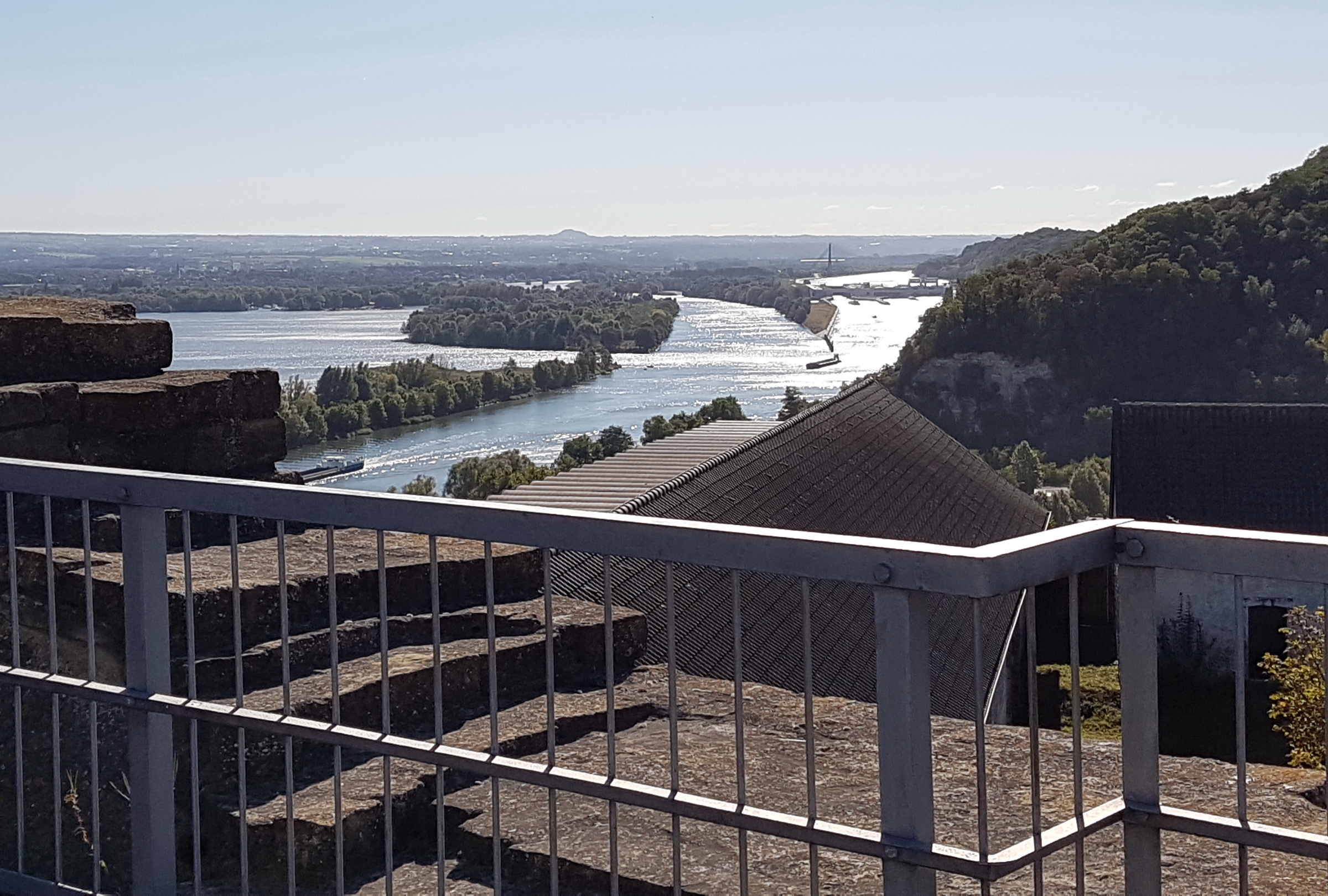
Uitzicht vanaf toren
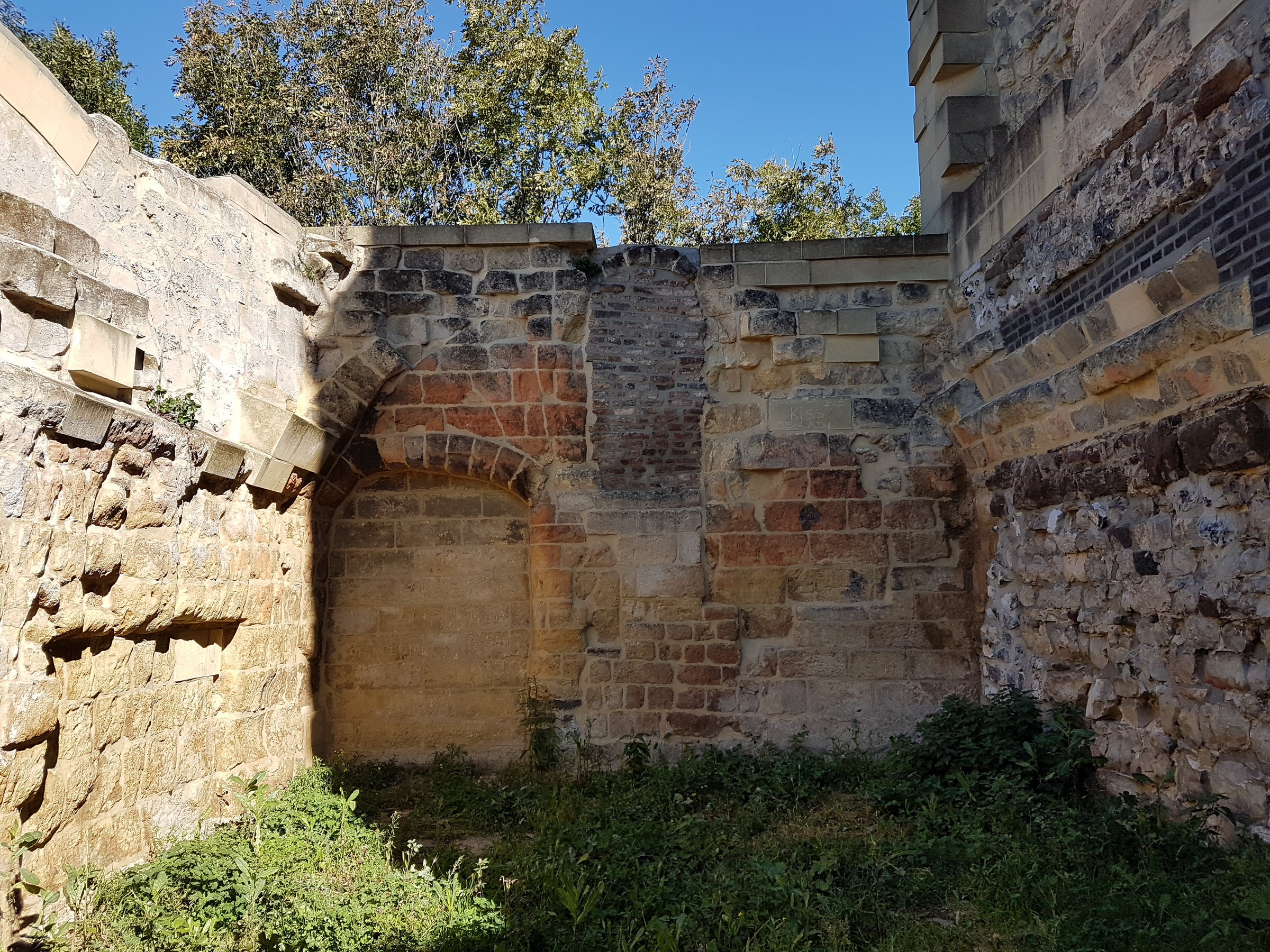
Restant noordvleugel

### Kasteelhoeve
Hoeve Lichtenberg is een grote vierkantshoeve, gelegen om een binnenplaats. De noordzijde bestaat uit de kasteelruïne. De zuid- en westvleugels zijn grotendeels 18e-eeuws. In de poorttoren is een sluitsteen met het jaartal 1816 aangebracht. De grote schuur op de rand van de oosthelling dateert uit 1870.

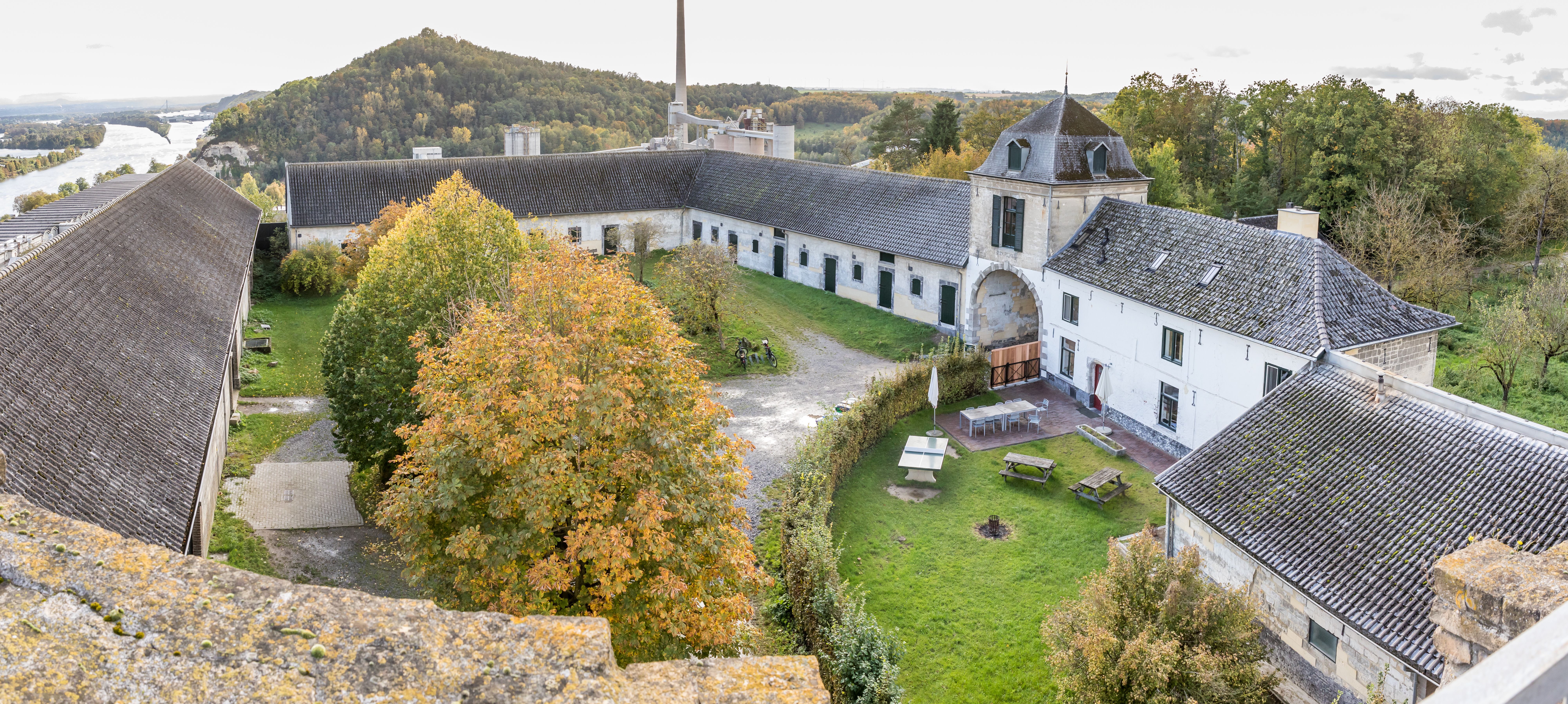
Bovenaanzicht hoeve
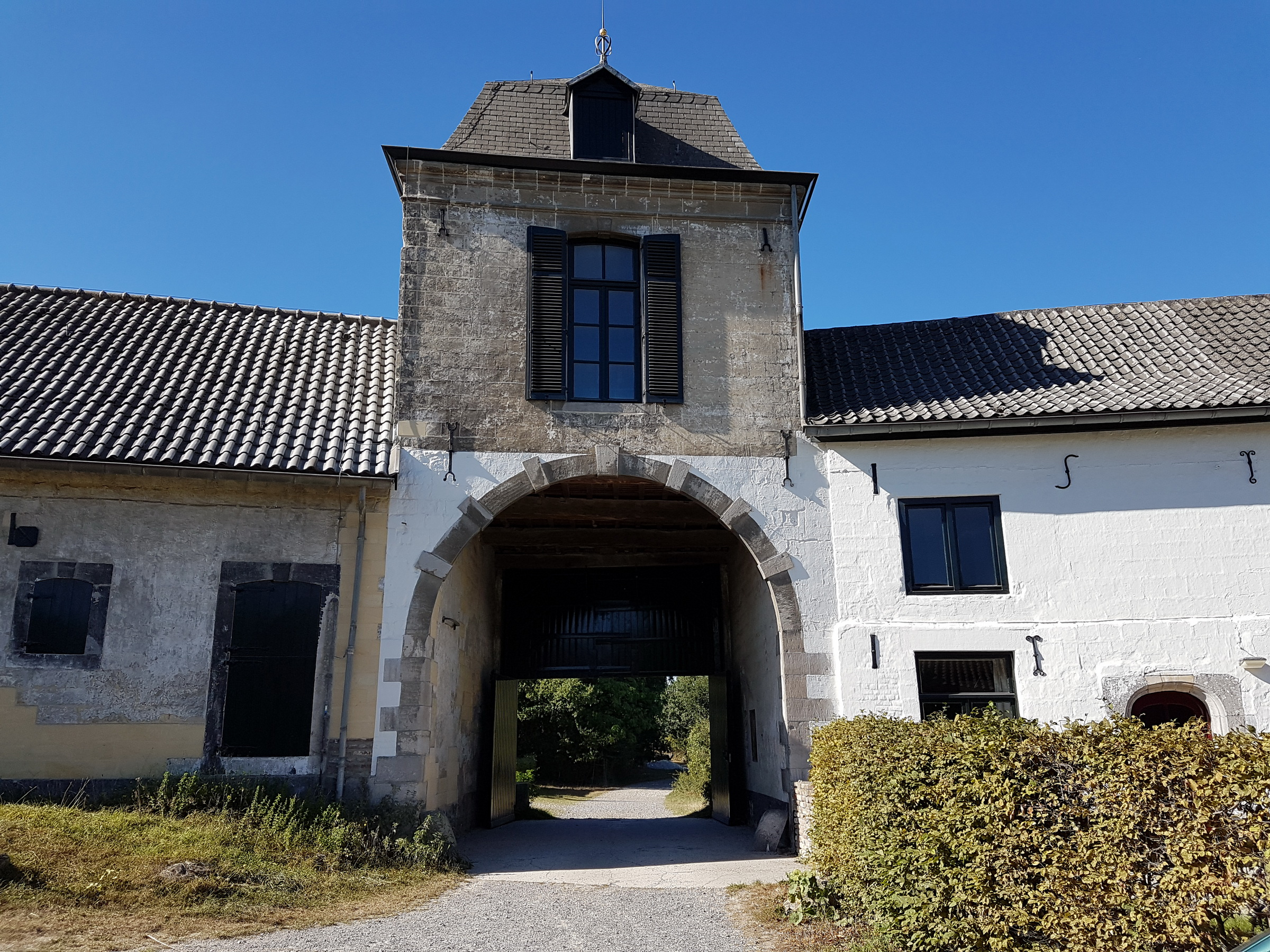
Poortgebouw, veldzijde
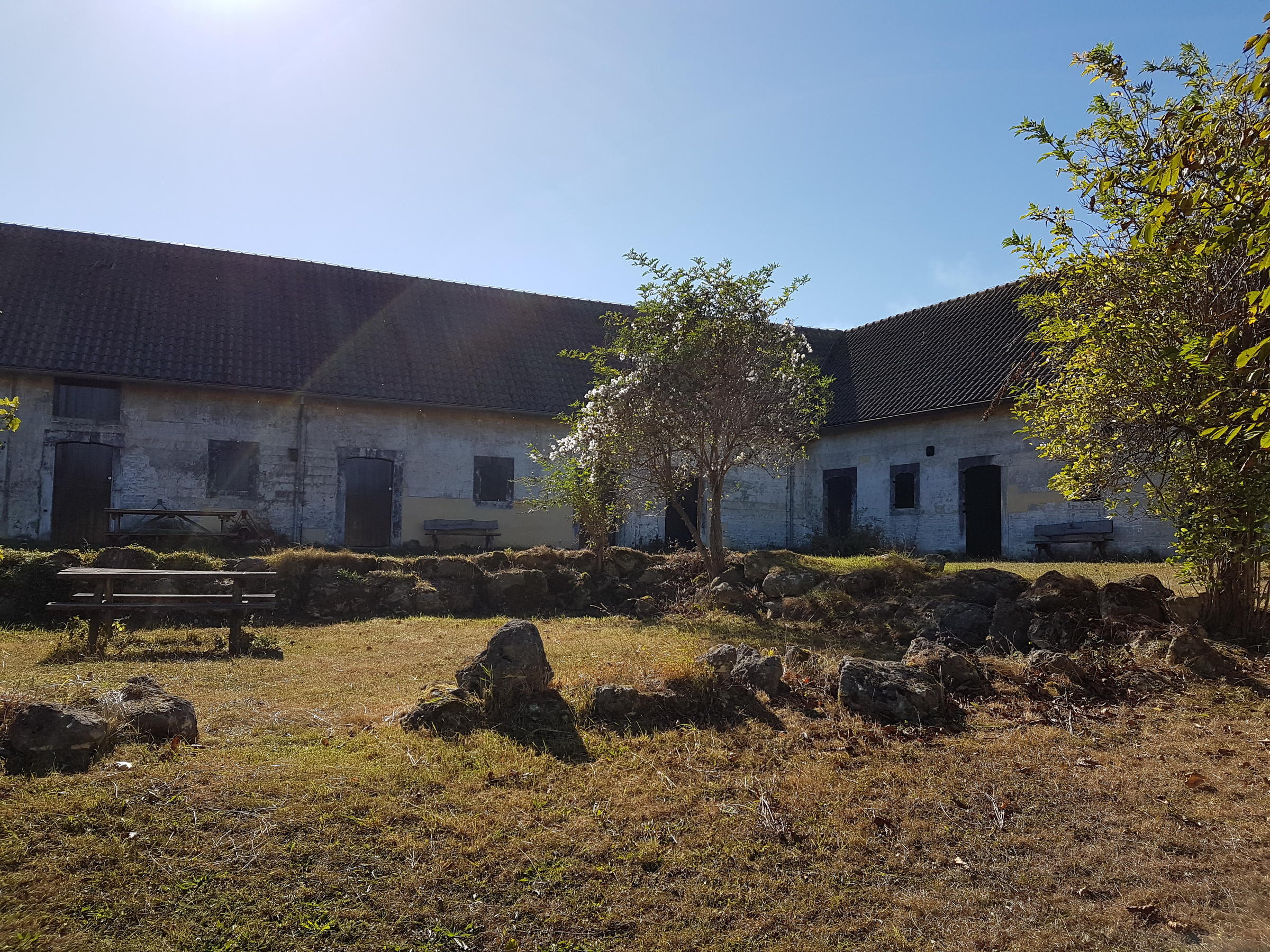
Hofzijde
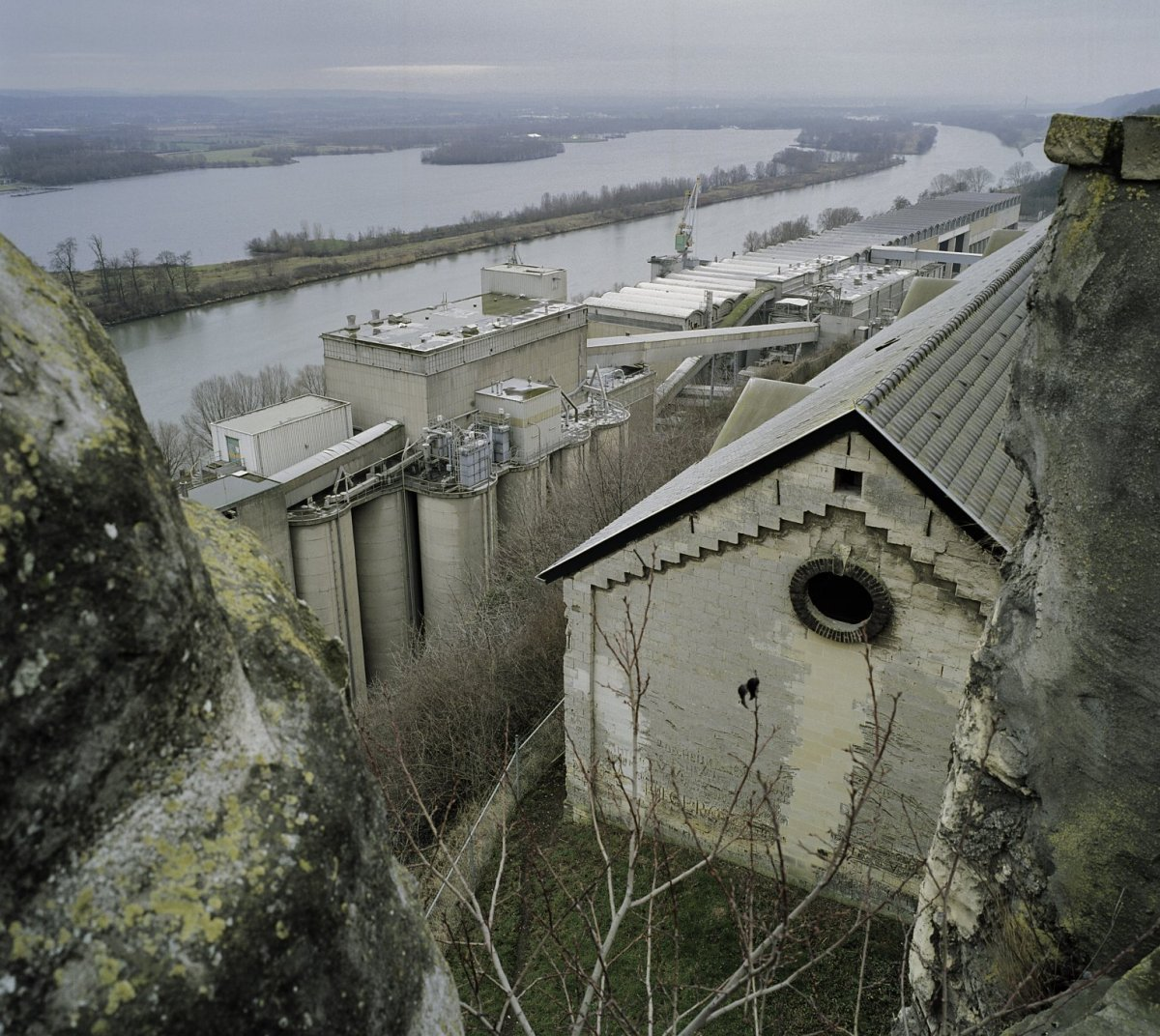
Schuur uit 1870

## Ruïne Lichtenberg in de kunst
De romantisch gelegen kasteelruïne, hoog boven de Maas op de helling van de Sint-Pietersberg, inspireerde tal van kunstenaars, vooral in de 19e eeuw. Ook de Fransman Prosper de la Barrière raakte er door geïnspireerd. In het boekwerk Voyage pittoresque dans le Royaume des Pays-Bas, in 1825 te Brussel uitgegeven door Jean-Joseph de Cloet, waren twee lithografieën van de ruïne opgenomen van de hand van Jean-Baptiste Madou. De Maastrichtse amateurhistoricus en tekenaar Philippe van Gulpen legde de ruïne zeker vijfmaal met zijn pen of potlood vast.

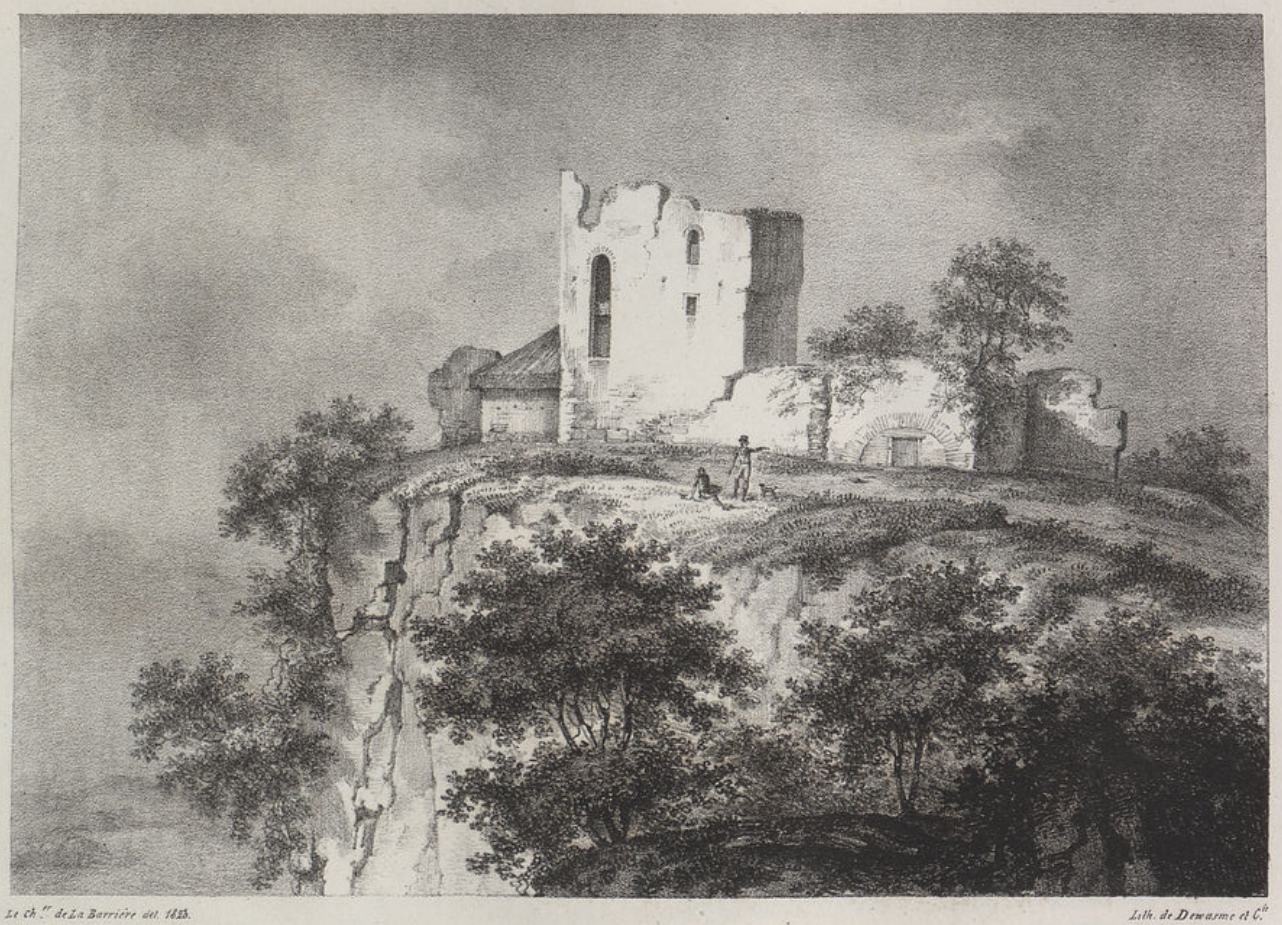
P. de la Barrière, 1823
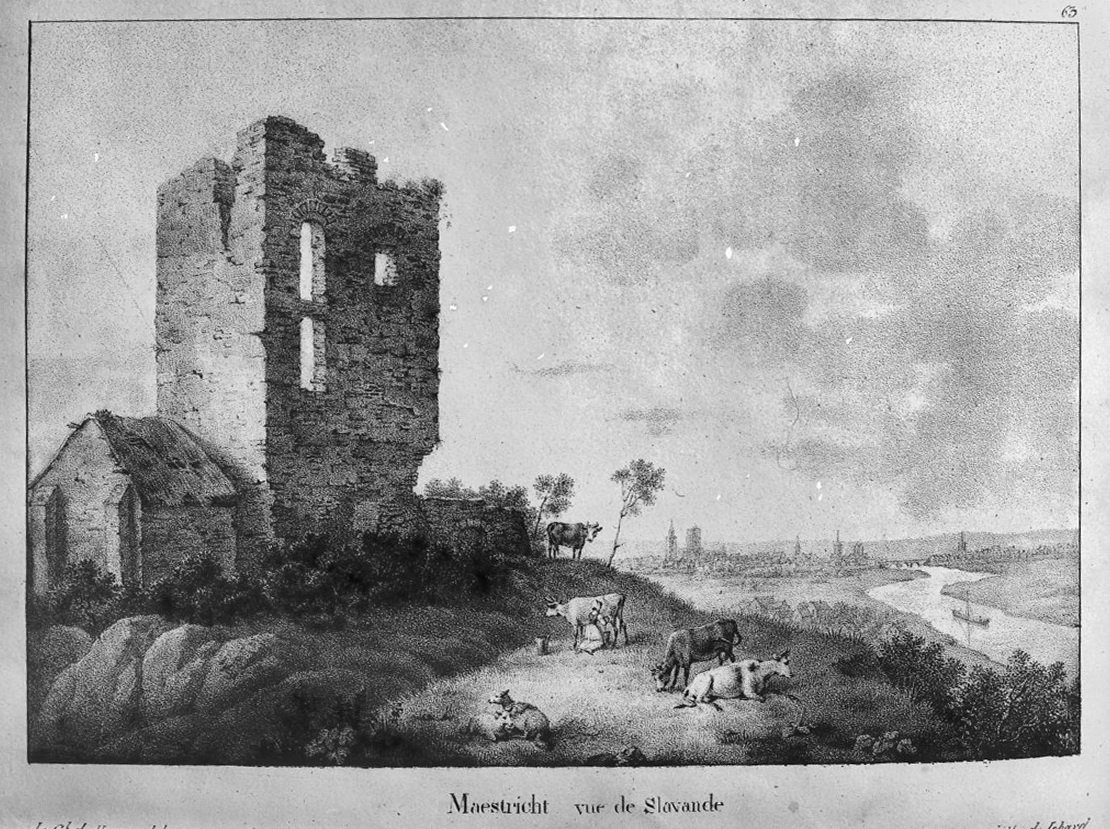
Madou & De Cloet, 1825
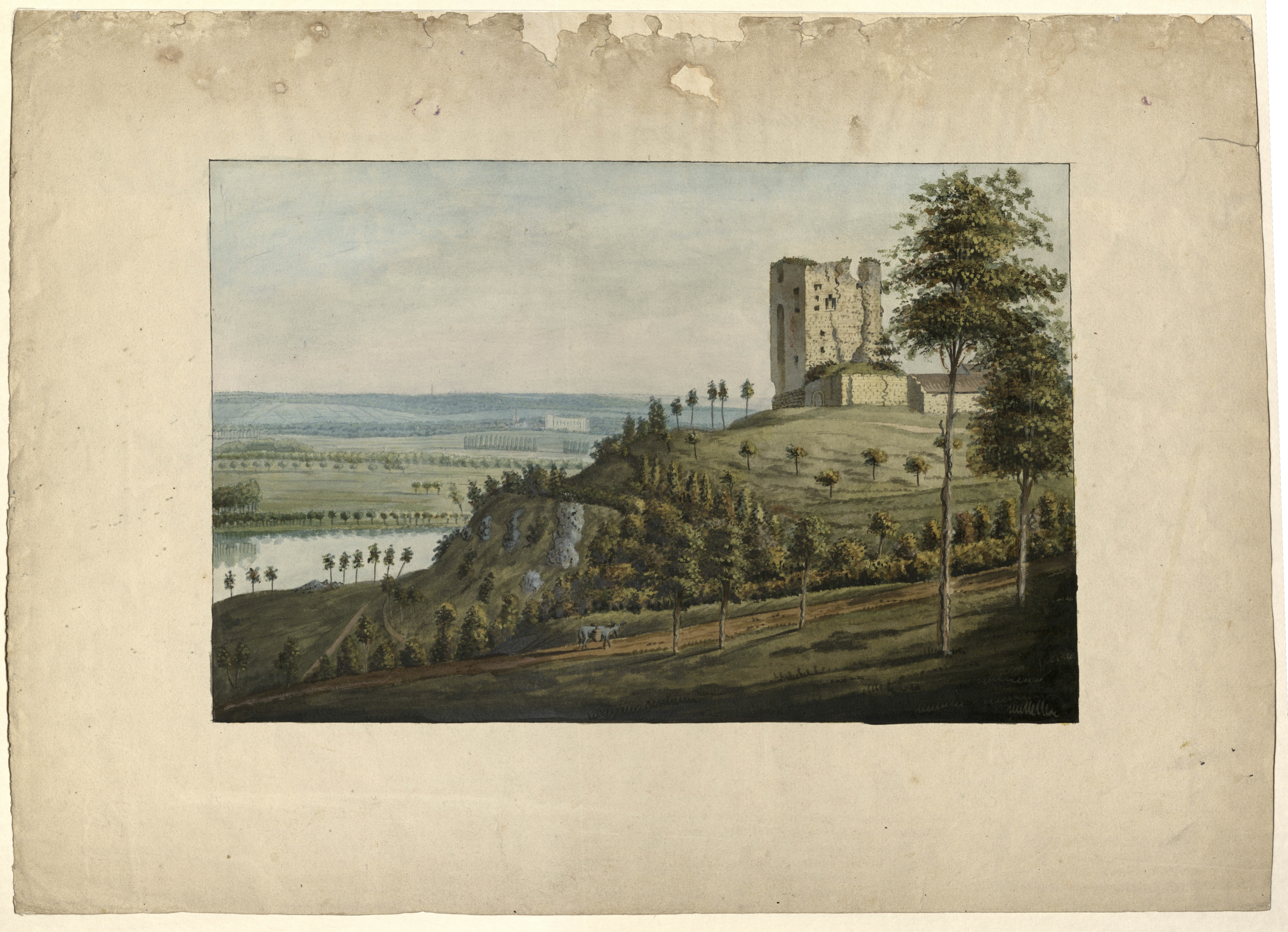
Ph. van Gulpen, ca. 1825
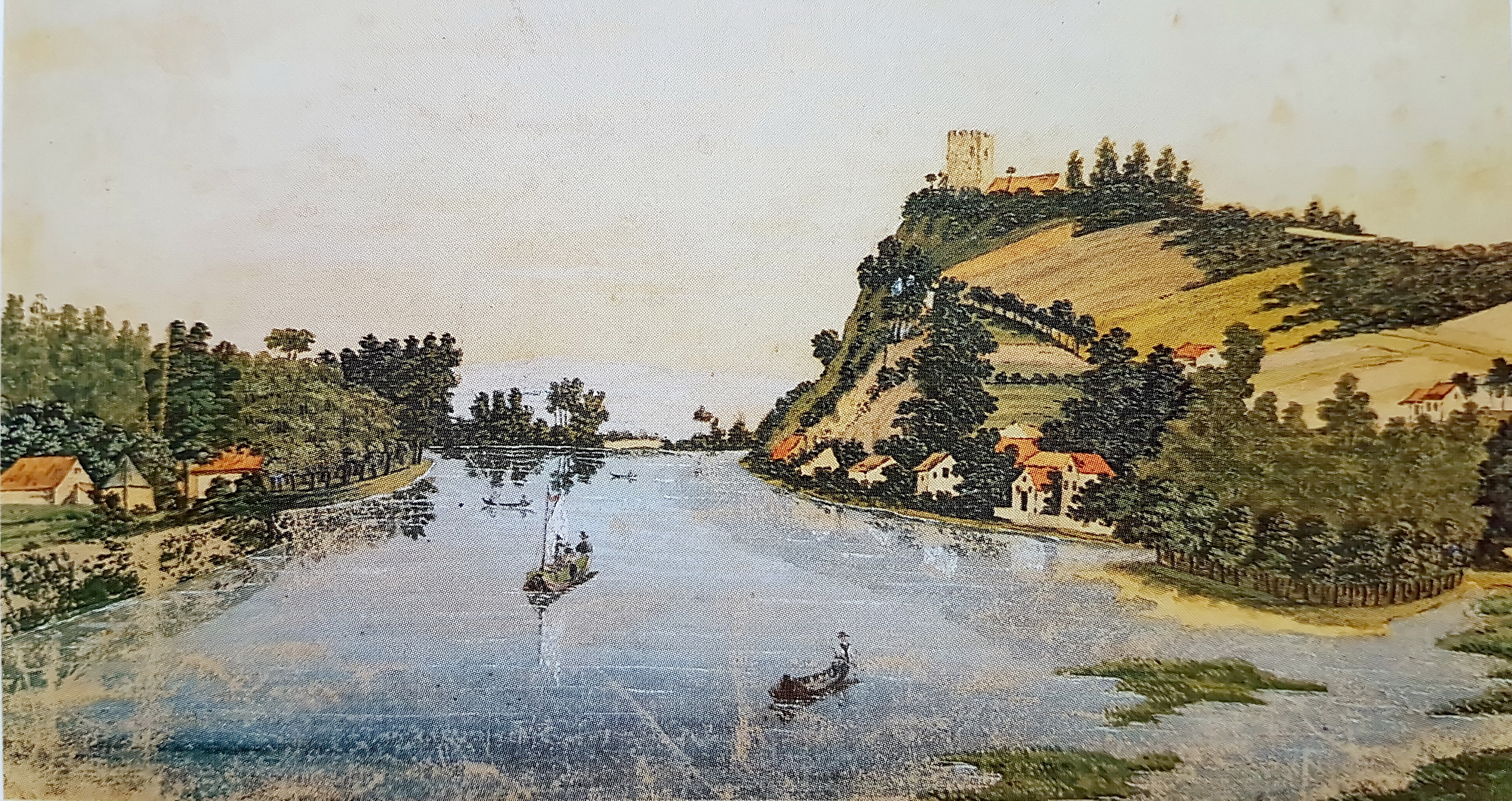
F.J.J. Bogaert, 1830

## Trivia
- De nabijgelegen hoeve Zonneberg ontstond in 1873 toen de pachter Emanuel Duchateau ruzie kreeg met de eigenaar van de Lichtenberg. De naam Zonneberg is gekozen naar analogie van Lichtenberg.[8]
- Tijdens de Eerste Wereldoorlog konden inwoners van Maastricht vanaf het uitzichtplatform in de toren het strijdtoneel volgen net over de grens in Wezet (Visé).[9]
- In de kasteelhoeve kan men sinds enige jaren overnachten.[9]